# Joannès Charles Melchior Chatin
Joannès Charles Melchior Chatin est un botaniste et un zoologiste français né le 19 août 1847 à Paris et mort le 4 juillet 1912 aux Essarts-le-Roi (Seine-et-Oise).

## Biographie
Il est le fils du médecin et botaniste Gaspard Adolphe Chatin (1813-1901). Durant la guerre franco-prussienne de 1870, il est aide-major dans l’armée française.
Après des études à Versailles et à Paris, il entre à la faculté de médecine et des sciences de Paris. Chatin obtient un titre de docteur en médecine en 1871 et de docteur en sciences naturelles en 1873, il est agrégé en 1874. Cette même année, il est préparateur à l’École supérieure de pharmacie dirigée par son père, puis, en 1874, agrégé dans cette même école. Puis, il est répétiteur à l’École pratique des hautes études et maître de conférences à la faculté des sciences de Paris. En 1876, il se marie avec Amélie Bouis, fille de Jules Bouis (1822-1886), professeur à l’École centrale et à l’École supérieure de pharmacie, membre de l’Académie de médecine. De cette union naîtront trois fils. Le 4 janvier 1887, il est professeur adjoint d’université, puis en 1899, il est nommé professeur titulaire. Il supplée Henri Milne Edwards (1800-1885) (1878, 1883, 1885) et Henri de Lacaze-Duthiers (1821-1901) (1894).
Il reçoit le prix Barbier en 1883 pour sa monographie de la trichine (il a déjà eu droit à un encouragement de 500 francs venant du même prix en 1872).
Il fait partie de l’Académie de médecine (25 mai 1886) et de l’Académie des sciences (1900). Il est membre en outre du Comité des travaux scientifiques et historiques ainsi que de la Société philomathique de Paris et de la Société nationale d’agriculture de France. Il est fait officier de la Légion d'honneur. Il est l’auteur de 230 titres.
Sa tombe est au cimetière du Père-Lachaise (53e division).

## Liste partielle des publications
- Études botaniques, chimiques et médicales sur les Valérianées, Dissertation 1872
- Études sur le développement de l'ovule et de la graine, dans les Scrofularinées, les Solanacées, les Borraginées et les Labiées, 1872
- De la Localisation des principes oléo-résineux dans les Valérianées, in: Comptes rendus des séances et mémoires de la Société de biologie, Bd. 4, 1872
- Recherches pour servir à l'histoire anatomique des glandes odorantes des mammifères (carnassiers et rongeurs), Paris, Masson, 1873, [numérisé par la Bibliothèque universitaire Pierre et Marie Curie (BUPMC)]
- Recherches pour servir à l'histoire botanique, chimique et physiologique du Tanguin de Madagascar, 1873
- De la Feuille, 1874
- Du Siège des substances actives dans les plantes médicinales, 1876
- Sur la structure et les rapports de la choroïde et de la rétine chez les mollusques du genre Pecten, in: Bulletin de la Société philomathique de Paris, Bd. 2, 1878
- Les Organes de sens dans la série animale, 1880
- Contributions expérimentales à l'étude de la chromatopsie chez les batraciens, les crustacés et les insectes, 1881
- La Trichine et la trichinose, 1883
- Sur un Nématode parasite de l'oignon vulgaire, in: Extraits des Comptes rendus des séances de l'Académie des sciences de Paris, 97, 1883
- Morphologie comparée des pièces maxillaires, mandibulaires et labiales chez les insectes broyeurs, 1884
- Nouvelles recherches sur la ladrerie du mouton, in: Bulletin de l'Académie de médecine, 2. Folge, Bd, 16, 1886
- La Cellule nerveuse, 1890
- La Cellule animale. Sa structure et sa vie, 1892
- Le mâchoire des insectes. Détermination de la pièce directrice, 1897 (Digitalisat)
- Les organes de relation chez les vertébrés, in: Liauté (Hrsg) : Encyclopédie scientifique des aide-mémoire.

## Source
- Christophe Charle et Eva Telkes (1989). Les Professeurs de la Faculté des sciences de Paris. Dictionnaire biographique (1901-1939), Institut national de recherche pédagogique (Paris) et CNRS Éditions, collection Histoire biographique de l’Enseignement : 270 p.  (ISBN 2-222-04336-0)